# Gerhard Widder

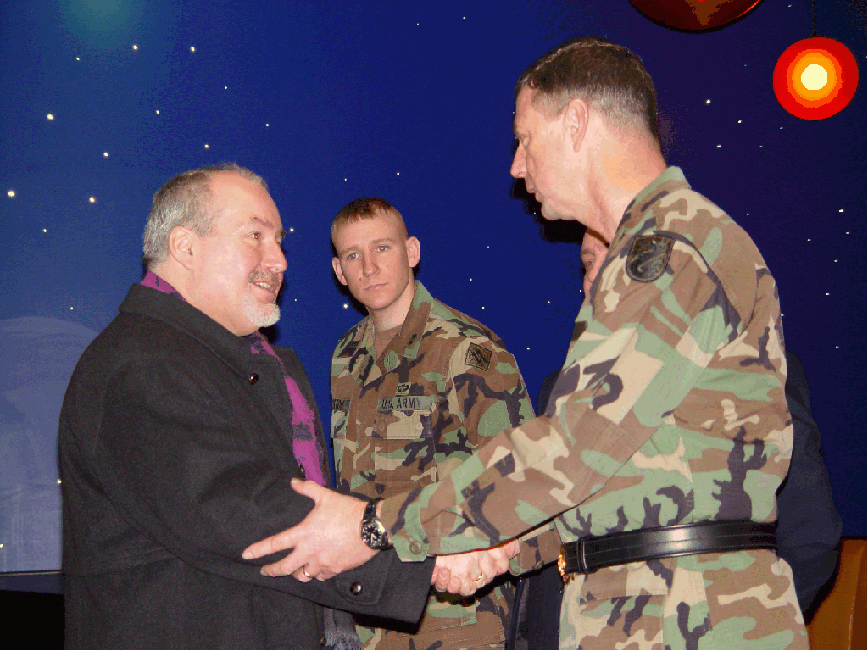
Gerhard Widder (links) im März 2003

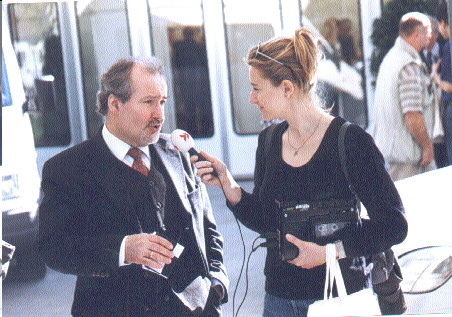
Gerhard Widder im Interview

Gerhard Widder (* 26. Juni 1940 in Mannheim) ist ein deutscher Politiker (SPD). Er war von 1983 bis 2007 Oberbürgermeister von Mannheim.

## Leben
Nach erfolgreichem Studium zum Diplom-Ingenieur (FH) war Widder in Mannheim als Berufsschullehrer (Elektrotechnik) an der Werner-von-Siemens-Schule tätig. Bereits früh engagierte er sich in der Kommunalpolitik. Im Jahr 1975 wurde er in den Mannheimer Gemeinderat gewählt. Ein Jahr später übernahm er den Vorsitz des gemeinnützigen Bürgervereins in seinem Heimatstadtteil Mannheim-Vogelstang. Er wurde im Jahr 1980 zum Vorsitzenden der SPD-Gemeinderatsfraktion gewählt und nach dem überraschenden Tod des amtierenden Oberbürgermeisters Wilhelm Varnholt 1983 zum OB-Kandidaten gekürt (Wahlslogan: Mannem wählt Widder SPD).
Er setzte sich im zweiten Wahlgang gegen den langjährigen Führer der CDU Roland Hartung durch. Im Jahr 1991 wurde Widder wiedergewählt (gegen Hansjörg Probst). Ebenso 1999, als er sich gegen den jungen Sven-Joachim Otto (CDU) allerdings erst knapp im zweiten Wahlgang durchsetzen konnte. Die Wahl wurde überschattet durch den Niedergang der Mannheimer Sparkasse, deren Verwaltungsratsvorsitzender Widder war. Zur Oberbürgermeisterwahl 2007 durfte Widder aus Altersgründen nicht mehr antreten. Sein Nachfolger wurde Peter Kurz (SPD). Widder ist verheiratet und hat drei Söhne.
Als Oberbürgermeister von Mannheim war Gerhard Widder qua Amt automatisch in vielen städtischen oder regionalen Gesellschaften Aufsichtsratsvorsitzender (bzw. Verwaltungsratsvorsitzender). Die nachfolgende Auflistung beschränkt sich auf die wichtigsten Ämter, die Widder innehatte oder noch hat.
- Präsident des Verbands kommunaler Unternehmen (1996–2007)
- Vorsitzender des Städtetag Baden-Württemberg (1989–1995)
- Vorsitzender des Kommunalen Arbeitgeberverbands Baden-Württemberg
- Aufsichtsratsvorsitzender der MVV Energie
- Aufsichtsratsvorsitzender des Großkraftwerks Mannheim
- Verwaltungsratsvorsitzender der Sparkasse Mannheim (bis zur Fusionierung)

## Politik

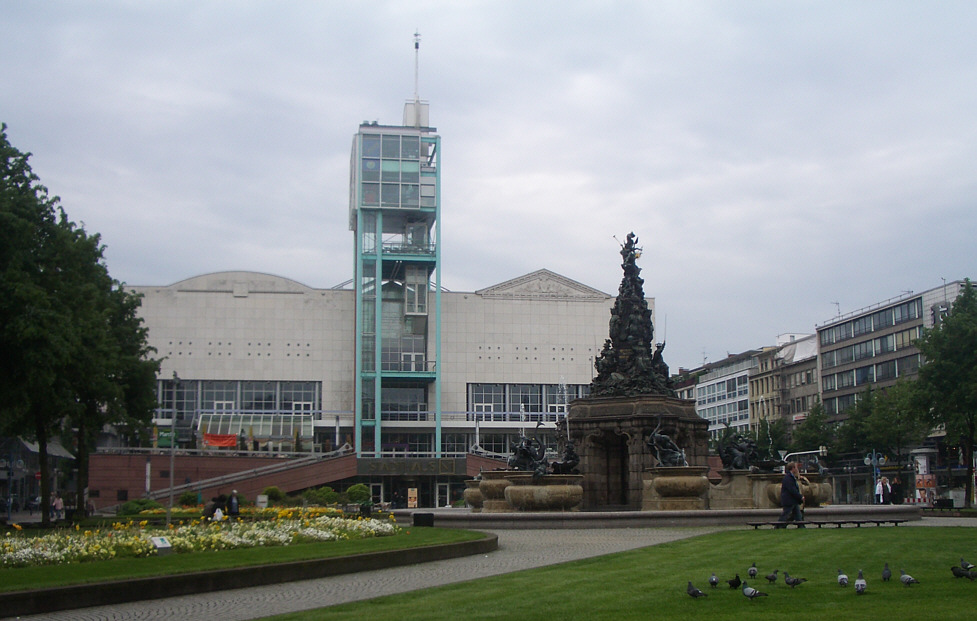
Stadthaus am Paradeplatz

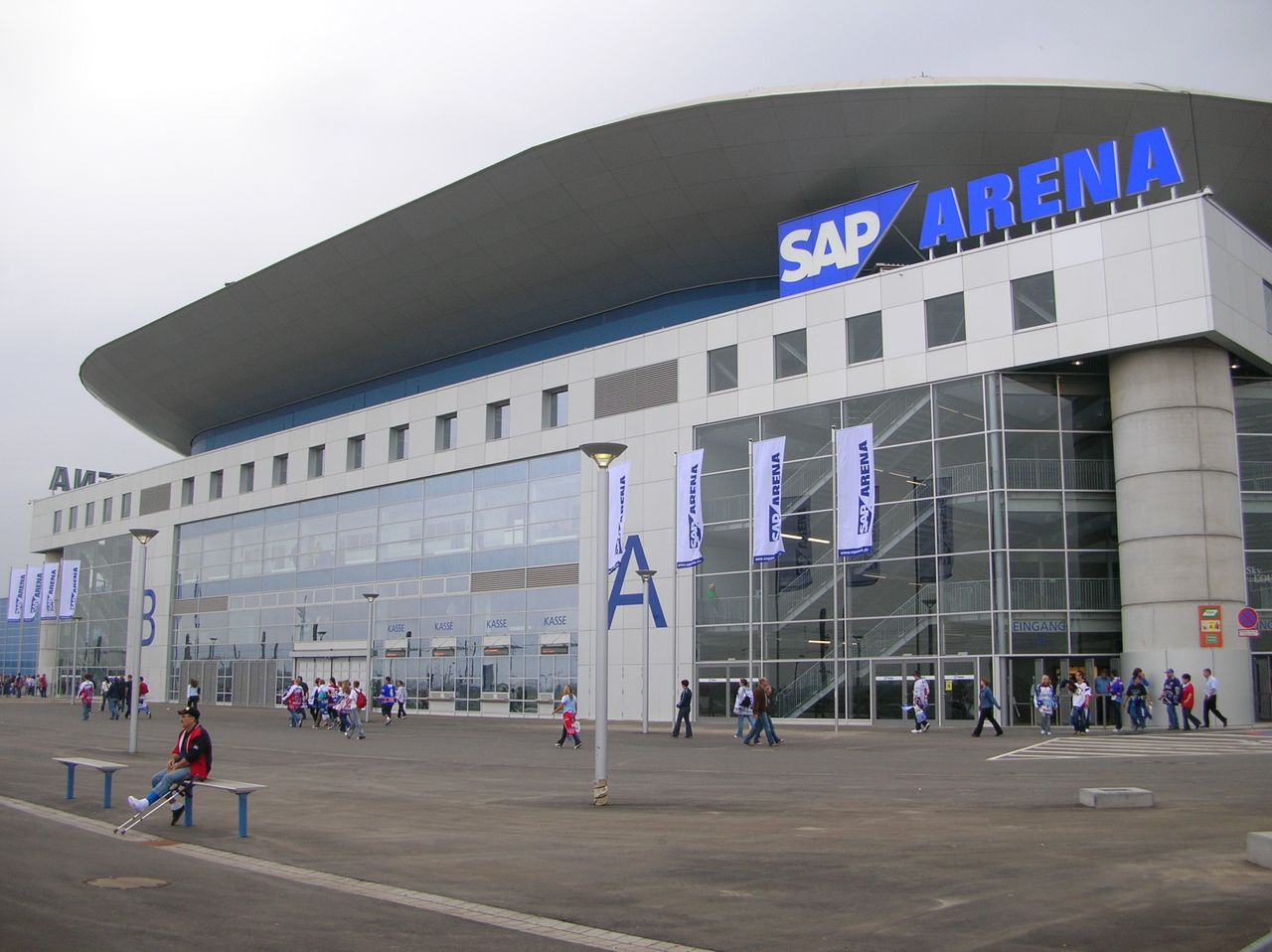
SAP Arena

Während seiner Amtszeit hat der Sozialdemokrat Widder viele Großprojekte in Mannheim angestoßen und umgesetzt. Zu den wichtigsten zählen dabei die Verlegung des Maimarkts auf das Mühlfeld, der Erweiterungsbau des Reiss-Museums, der Fahrlachtunnel,  das Stadthaus N1, das Carl-Benz-Stadion, die zweite Rheinau-Hafen-Zufahrt und die SAP Arena, ebenso die Fokussierung des Rosengartens als Kongresszentrum.
Ein weiterer Schwerpunkt war sein oftmals persönlicher Einsatz gegen den Abbau von Arbeitsplätzen in Mannheim (insbesondere SEL, Hertie, MWM, ABB, Alstom). Die Ausrichtung von Widders Politik auf Belange der Wirtschaftsentwicklung (Arbeitsplätze und Einnahmequellen) und der geringe Stellenwert von Umwelt- und Naturschutzanliegen aber auch von städtebaulich-architektonischen Fragen, war dabei nicht immer unumstritten.
Angesichts des hohen Ausländeranteils von 20 Prozent in Mannheim förderte Widder die Integration von Angehörigen verschiedener Religionen und Nationalitäten. So setzte er sich persönlich dafür ein, dass die Synagoge im Jahr 1987 und die Yavuz-Sultan-Selim-Moschee 1995 im Zentrum der Stadt und nicht an der Peripherie errichtet wurden.
Überschattet wurde Widders Amtszeit vom Niedergang der Sparkasse Mannheim, deren Verwaltungsratsvorsitzender er war. Aufgrund einer fragwürdigen Kreditpolitik des Vorstands verlor die Sparkasse ihre Selbständigkeit und fällige Bürgschaften führten zu einer hohen Belastung des städtischen Haushalts. Kritiker bemängelten eine unzureichende Kontrollfunktion des Verwaltungsrates unter Widder.

## Ehrungen
Im Jahr 1995 ernannte Mannheims Partnerstadt Swansea Widder zum Ehrenbürger. 1996 verlieh ihm Ministerpräsident Erwin Teufel die Verdienstmedaille des Landes Baden-Württemberg. 2007 wurde ihm von Ministerpräsident Günther Oettinger das Bundesverdienstkreuz 1. Klasse verliehen. Im Jahr 2008 wurde Widder Ehrenbürger von Mannheim und die Jüdische Gemeinde Mannheim zeichnete ihn mit der Ehrenmedaille aus.